# Джозеф Лейді
Джозеф Лейді (англ. Joseph Leidy; 9 вересня 1823, Філадельфія, США — 30 квітня 1891, там же) — американський біолог, палеонтолог.
Лейді був професором анатомії у Пенсільванському університеті, потім професором природознавства у Свортмор-коледжі. У своїй книзі «Вимерла фауна Дакоти та Небраски» (Extinct Fauna of Dakota and Nebraska, 1869) описав багато викопних видів, які раніше не описані й невідомі на північноамериканському континенті. У той час, наукові дослідження у галузі палеонтології проводились, в основному, провінційними аматорами.

## Життєпис
Джозеф Лейді народився 9 вересня 1823 року у Філадельфії у сім'ї німецького походження. Його батько, Філіп, працював капелюшником; його мати, Катаріна, померла, під час пологів, після чого його батько одружився вдруге з кузиною своєї дружини, Кристіаною Меллік. У Джозефа був брат, на ім'я Томас. За підтримки своєї мачухи, і після подолання опору батька (який хотів, щоб він став художником), Лейді вивчав медицину в Університеті Пенсильванії. Він закінчив його, здобувши ступінь доктора медицини, в 1844 році.
Одружився з Ганною Харден, яка проявила серйозний інтерес до його роботи й допомагала йому. Їхній шлюб був бездітним, і згодом вони удочерили семирічну дівчинку-сироту.

## Праця
Джозеф Лейді опублікував 553 наукові праці з палеонтології, паразитології, мікробіології, анатомії та мінералогії.

### Палеонтологія
Лейді описав голотип гадрозавра (Hadrosaurus foulkii), рештки якого були знайдені у відкладеннях мергелю у Нью-Джерсі. Це перший майже повний відомий скелет динозавра. Зразок виявлений Вільямом Паркером Фульке (William Parker Foulke). Лейді прийшов до висновку, всупереч думці, яка переважала в той час, що цей динозавр міг пересуватись на двох кінцівках. Він, також серед багатьох інших, описав викопних плейстоценових хижаків короткомордого ведмедя (Arctodus simus), жахливого вовка (Canis dirus) і американського лева (Panthera leo atrox). У 1852 році описав Bison antiquus — вид бізона, який існував в Америці 8 тис. років тому та був предком сучасного американського бізона.
Відомий американський палеонтолог та колекціонер скам'янілостей Едвард Коп був учнем Лейді, проте вони стали ворогувати під час так званої «війни кісток», що розгорнулася між ним і палеонтологом О. Ч. Маршем. Марш стверджував, що Лейді принизив Копа, показуючи йому у присутності Марша, що Коуп помилково помістив голову викопного еласмозавра на хвості, а не на шиї, а потім опублікував корекцію.
Лейді був прихильником теорії еволюції Дарвіна й успішно лобіював обрання Чарлза Дарвіна в члени Академії природничих наук Філадельфії.

### Інші галузі біології
Лейді був також відомим паразитологом. У 1846 році він встановив, що трихінельоз викликає паразит Trichinella spiralis, що знаходиться в сирому або погано звареному м'ясі.
У 1879 році він опублікував книгу «Прісноводні корененіжки Північної Америки» («Freshwater Rhizopods of North America»), першу роботу про найпростіших Північної Америки. Ця книга є актуальним посібником дотепер.

### Судово-медична експертиза
У 1846 році Лейді став першою людиною, що використала мікроскоп для розкриття вбивства. У чоловіка, якого звинуватили у вбивстві фермера в Філадельфії, була кров на одязі й сокирі. Підозрюваний стверджував, що це кров курей, яких він забив напередодні. Використовуючи свій мікроскоп, Лейді не знайшов жодного ядра в еритроцитах (еритроцити людини та ссавців є без'ядерними, в еритроцитах птахів є ядро). Крім того, він експериментально дослідив, якщо курячі еритроцити залишити поза тілом протягом декількох годин, вони не втрачають свої ядра. Таким чином, він прийшов до висновку, що плями крові не могли належати курці, а лише ссавцеві (зокрема людині). Підозрюваний згодом зізнався у вбивстві.